# Литл-Фолс (город, Миннесота)
Литл-Фолс (англ. Little Falls) — город в округе Моррисон, штат Миннесота, США. На площади 17,5 км² (16,2 км² — суша, 1,3 км² — вода), согласно переписи 2002 года, проживают 7719 человек. Плотность населения составляет 475,9 чел./км². 
- Телефонный код города — 320
- Почтовый индекс — 56345
- FIPS-код города — 27-37556[1]
- GNIS-идентификатор — 0646801[2]

В 1955 году в Литл-Фолсе родился лауреат Нобелевской премии по химии 2012 года Брайан Кобилка.